# Chlamydomonas coccifera
Chlamydomonas coccifera là một loài tảo trong họ Chlamydomonadaceae, thuộc chi Chlamydomonas.